# Щусь, Оксана Иосифовна
Оксана Иосифовна Щусь (17 июля 1931, Харьков — 21 мая 2010, Киев) — советский и украинский историк, исследователь истории Украины 1917—1920 годов, кандидат исторических наук (24 ноября 1962). Лауреат Государственной премии УССР в области науки и техники (1969).

## Биография
Родилась 17 июля 1931 года в городе Харьков.
В 1955 году окончила исторический факультет Киевского государственного университета. В 1955—1958 годах — аспирантка Киевского государственного университета. В 1962 году, под руководством доцента И. А. Зозули, защитила кандидатскую диссертацию на тему: «КПСС — организатор и руководитель Украинского фронта (1918—1919 гг.)». С 1959 года — преподаватель Киевской консерватории имени П. И. Чайковского. В 1959—1960 годах — старший лаборант, в 1960—1963 годах — младший научный сотрудник отдела вспомогательных исторических дисциплин, в 1963—1968 годах — младший научный сотрудник, в 1969—1986 годах — старший научный сотрудник отдела истории Великой Октябрьской социалистической революции, в 1986—2003 годах — ведущий научный сотрудник отдела истории Украинской революции 1917—1921 годов Института истории Украины НАН Украины.

## Основные труды
- Директорія, Рада Народних Міністрів Української Народної Республіки (1918—1920): Документи і матеріали: У двох частинах — Том 1. — Київ, 2006 (упорядник, у співавторстві);
- Україна: Хроніка ХХ ст.: Рік 1918: Довід. вид. — Київ, 2005 (у співавторстві з А. П. Гриценко);
- Український національно-визвольний рух. Березень — листопад 1917 року: Документи і матеріали. — Київ, 2003 (упорядник, у співавторстві);
- Українська Центральна рада: Докум. і матеріали: В 2 т. — Київ, 1996, 1997 (упорядник, у співавторстві);
- Всеукраїнські військові з'їзди. — Київ, 1992;
- О некоторых вопросах военного строительства в Украине в 1919 г. — Київ, 1991;
- Военное строительство в республике. — Київ, 1987;
- Триумфальное шествие Советской власти на Украине. — Київ, 1987 (у співавторстві);
- Історія Києва. — Том 3. — Книга 1. — Київ, 1987 (у співавторстві);
- История Киева. — Том 3. — Книга 1. — Київ, 1985 (у співавторстві);
- История Украинской ССР. — Том 6. — Київ, 1984 (у співавторстві);
- Створення військово-адміністративного апарату на Україні в 1920 р. і розгортання його діяльності. — Київ, 1982;
- Історія Української РСР. — Том 5. — Київ, 1977 (у співавторстві);
- Ради України в 1917 р. (липень — грудень 1917 р.). — Київ, 1974 (у співавторстві);
- Створення Рад солдатських депутатів у тилових гарнізонах України в 1917 р. — Київ, 1973;
- Підготовка соціалістичної революції та встановлення Радянської влади в Київській губернії (лютий 1917 — лютий 1918 рр.). — Київ, 1967 (у співавторстві);
- В. О. Антонов-Овсієнко. — Київ, 1965.